# 小費多里夫卡
48°0′17″N 32°58′42″E / 48.00472°N 32.97833°E
小費多里夫卡（烏克蘭語：Малофедорівка），是烏克蘭南部的村莊，隸屬尼古拉耶夫州的巴什坦卡區。該村面積0.36平方公里，海拔高度79米，2001年人口23，人口密度每平方公里63.9人。